# Comité de défense des ouvriers
En Pologne, le Comité de défense des ouvriers (Komitet Obrony Robotników, KOR) était une action d'aide aux ouvriers victimes des répressions à la suite des grèves de juin 1976, principalement à Radom et Ursus (quartier de Varsovie), ainsi qu'à Płock.
Un an après, le Comité se transforme en 1977 en Comité d’autodéfense sociale "KOR" (Komitet Samoobrony Społecznej KOR, KSS «KOR ») et se fixe une tâche plus ample : secourir les persécutés mais aussi favoriser l'auto-organisation de toute la société en quoi il préfigure le futur mouvement de Solidarność. Il est officiellement dissous en septembre 1981.

## Contexte historique
En juin 1976, le pouvoir communiste polonais, incarné par le premier secrétaire du parti Edward Gierek, tente d’introduire de très fortes hausses de prix (en moyenne de 70%). Le 24 juin 1976, le premier ministre Piotr Jaroszewicz en présente le projet devant la Diète. Seuls les prix des pommes de terre et des légumes restent fixes. Pour un budget alimentaire moyen, la hausse est de 46 % alors que les compensations accordées sont de l'ordre de 10 % pour un salaire moyen. Asservie au pouvoir, la Diète adopte à l'unanimité le projet gouvernemental, qui par prudence, a prévu une " consultation " dans les entreprises et dans les communes. Une formule qui ajoute l'insulte à l'outrage car les hausses doivent entrer en vigueur le lundi 28 juin, au lendemain de la pause dominicale, dans un délai qui ne laisse aucune place à la moindre consultation.

### Grèves et émeutes àRadom, Ursus etPłock
Le 25 juin 1976, dès l'embauche, les ouvriers débrayent dans de très nombreuses usines du pays. Les principaux centres industriels : Varsovie, Gdańsk, Łódź, Wrocław, Szczecin et Poznań, sont touchés, mais aussi des villes moins connues comme Grudziądz, Elbląg et Płock dans le Nord, Radom et Ursus au sud de Varsovie. Un peu partout, les meetings s'achèvent dans le calme. Sauf à Płock, à Radom et à Ursus. Depuis l'usine de tracteurs Ursus et le complexe pétrochimique de Płock, des cortèges de grévistes se déversent dans la ville, mais quelques vitres fracassées au comité local du parti sont les seuls incidents jusqu'au soir, lorsque les unités anti-émeutes de la police, les ZOMO, interviennent pour disperser les derniers manifestants.
C'est une tout autre dimension que revêt la protestation à Radom : parti du complexe métallurgique Walter, le mouvement de grève est propagé par des émissaires dépêchés dans les autres usines de la ville. Vers 10 heures, quelques milliers d'ouvriers quittent l'usine Walter et marchent, comme leurs prédécesseurs à Poznań en 1956 et à Gdansk et Szczecin en 1970, sur le siège local du pouvoir, le comité de voïvodie du parti. Vers 17 heures, les ZOMO entrent en action, chargeant les manifestants avec une brutalité sans retenue. Un véritable combat de rue s'engage alors, où les pavés, briques et autres projectiles de fortune accueillent les assauts des miliciens dans la fumée des grenades lacrymogènes. En l'espace de deux heures, les ZOMO se rendent maîtres de la ville, mais la chasse à l'homme se prolonge tard dans la nuit, jusque dans les appartements, perquisitionnés sans ménagement. Un calvaire attend les quelque 2.000 ouvriers arrêtés : les fameux " parcours de santé ", déjà infligés aux manifestants du littoral en 1970, un supplice qui consiste à faire passer lentement la victime entre deux haies de miliciens armés de matraques. ensuite jugées et condamnées à prison, à des amendes très élevées ou licenciées sans possibilité de trouver un autre emploi.
À Ursus, c'est de l'usine de tracteurs du même nom, un complexe où travaillent plus de 10.000 ouvriers, que part le mouvement de grève. Les grévistes veulent faire connaître à l'extérieur leur geste de protestation et décident d'arrêter le trafic sur les lignes ferroviaires Varsovie-Paris et Varsovie-Vienne, qui passent à proximité de l'agglomération. Les rails sont décollés à l'aide de chalumeaux à acétylène, une locomotive est bloquée, tandis qu'un hélicoptère de la police survole sans cesse, en les filmant et les photographiant, les manifestants.
À Varsovie, dans les centres du pouvoir, c'est le branle-bas : un état-major de crise est constitué, et Edward Gierek veut agir vite et fait aussitôt approuver l'annulation des hausses pour que la nouvelle puisse être annoncée le soir même. C'est au premier ministre, Piotr Jaroszewicz qu'incombe la tâche d'expliquer dans une allocution télévisée, à 20 heures, ce soudain revirement de la position du gouvernement. Sans dire un mot des événements d'Ursus et de Radom, il explique que le projet de hausses n'était " pas une décision définitive. A Ursus, heureux d'avoir obtenu satisfaction, les manifestants retournent chez eux ; c'est le moment que la police choisit pour intervenir et opérer une rafle dans les rues de la ville. Quelque 300 ouvriers sont interpellés, mais la bestialité de la répression de Radom leur est épargnée.

### Repressions
Jaroszewicz, bouc émissaire désigné, propose sa démission à Gierek, qui la refuse. A défaut d'un changement d'équipe, comme en 1970, pour évacuer la tension, le pouvoir s'en remet à la propagande et à la répression pour retrouver son aplomb. Le licenciement disciplinaire est la mesure la plus appliquée : à Grudziądz, ce sont 43 ouvriers d'une fonderie qui sont licenciés ; à Gdansk, 300 ouvriers doivent quitter le chantier naval Lénine ; à Varsovie, à Łódź, à Nowy Targ aussi, les licenciés se comptent par centaines, le total dépassant sans doute la dizaine de milliers. A Radom et à Ursus, sur les quelque 2.300 ouvriers arrêtés, 373 passent devant un "collège", un organe administratif tenu par l'appareil policier et habilité à infliger des peines de prison jusqu'à trois mois et des amendes jusqu'à 5 000 zlotys, tandis qu'une procédure pénale est engagée contre 500 autres. Les ouvriers sont licenciés, tabassés, torturés et les jugements sommaires des tribunaux remplissent les prisons. Au moins 373 personnes écopent jusqu’à 10 ans d'enfermement.

## Réactions de l'opposition et la naissance du KOR
Dans le milieu des intellectuels, très rapidement naît l’idée de constituer un comité de soutien des victimes. De petits groupes de personnes, dont Jacek Kuroń, Jan Józef Lipski, Antoni Macierewicz, Adam Michnik, Jerzy Andrzejewski, les membres du KIK (Club de l’Intelligentsia Catholique), se sont rencontrés à plusieurs reprises dès juillet 1976 et de ce mouvement de solidarité, en septembre 1976, naît le KOR (Comité de défense des ouvriers). Très rapidement, il connaît un grand succès, il agit, il pétitionne, il apporte la contradiction lors des procès. Les ouvriers sont défendus par des grands avocats comme Władysław Siła-Nowicki ou Jan Olszewski qui deviendra plus tard premier ministre d’une Pologne nouvelle.
Au départ les promoteurs du KOR tiennent beaucoup à refuser toute étiquette de dissident et voulaient se placer sur le champ d’une solidarité apolitique, d’une solidarité avec les victimes du totalitarisme. Mais, en même temps, ils sentaient bien que dès qu’on se dresse contre le totalitarisme, il s’agit d’une action politique.
Dès le 17 juillet, avant même que le KOR ne soit formellement constitué, lors des premiers procès des ouvriers de URSUS, les premiers contacts sont noués avec les familles des réprimés et ainsi la barrière sociale qui est au fondement du régime est rompue. Car c’est bien sur cette séparation entre les couches de la société que le régime a pu bâtir sa force et c’est bien avec la recréation d’une communication entre les différents groupes de la société que le mouvement du KOR a commencé.
Le 25 juillet 1976 est rédigée et diffusée une brochure Récits documentés par des témoignages sur la répression des salariés de Ursus et d’autres entreprises. C’était le début des Communiqué du KOR. Les membres du KOR commencent à collecter de l’argent, dresser la liste des victimes et des familles, à soutenir, assurer la défense devant les tribunaux. Très efficace, car dès 1977, tous les ouvriers emprisonnés et condamnés après juin 1976 sont libérés.

### Signataires de l'appel et membres-fondateurs du KOR
Le 23 septembre 1976, quatorze membres de l’opposition lancent un Appel à la société et aux autorités communistes. Il deviendra une déclaration fondatrice du Comité de défense des ouvriers (KOR). Dans cet appel sont lancées des paroles clés pour l’avenir : "Les victimes des représailles actuelles ne peuvent compter sur aucune aide ni défense des institutions créées à cet effet par exemple des syndicats dont le rôle est pitoyable. Les agences d’assistance sociale refusent aussi leur aide. Dans une telle situation, c’est la société qui doit se charger de ce rôle, la société dans l’intérêt de laquelle les opprimés ont manifesté. La société n’a pas d’autres méthodes de défense contre l’illégalité que la solidarité et l’aide réciproque".
- Jerzy Andrzejewski
- Stanisław Barańczak
- Ludwik Cohn
- Jacek Kuroń
- Edward Lipiński
- Jan Józef Lipski
- Antoni Macierewicz
- Piotr Naimski
- Antoni Pajdak
- Józef Rybicki
- Aniela Steinsbergowa
- Adam Szczypiorski
- prêtre Jan Zieja
- Wojciech Ziembiński (il s'est ensuite retiré en juillet 1977)

L'appel est envoyé à la Diète mais son président Stanisław Gucwa refuse de l'accepter.
Ensuite les 14 signataires ont été rejoints par Halina Mikołajska fin septembre, Mirosław Chojecki en octobre, Adam Michnik (en avril 1977) et puis les autres. Le Comité a 26 membres, réunissant toutes les générations et toutes les sensibilités de l'opposition démocratique, depuis les anciens militants pour l'indépendance de la Pologne et les chrétiens-démocrates jusqu'aux les anciens communistes.
Le KOR n’avait aucun dénominateur commun politique, ni même idéologique. Le toit commun était les droits de l’homme.
Le Comité publie la liste des membres et leurs adresses avec ses communiqués dans le Communiqué du KOR ; un autre bulletin, Biuletyn Informacyjny fait le compte rendu des émeutes et de leur répression à partir de témoignages, publie les plaintes déposées contre les brutalités de la milice et rapporte les actions de solidarité à la suite des procès et des licenciements. D'abord dactylographié puis ronéoté, ce bulletin élargit son propos aux cas d'intimidations et de censure, à la présentation de programmes politiques ou de publications qui se multiplient chez les intellectuels et les étudiants, ainsi qu'aux initiatives de soutien en Europe occidentale. En tête de chaque numéro, le comité de rédaction réaffirme ses objectifs : briser le monopole d'État sur l'information dû à la censure et œuvrer à la transparence de la vie publique. Participer à la diffusion du bulletin constitue un "moyen actif de défense des droits civiques et permet d'en faire un usage concret."
Grâce aux contacts avec les journalistes étrangers et l’émigration (aussi par l’intermédiaire de la Radio Europe Libre), il transmettait des informations sur son activité à un public très vaste.

### Programme
À la base du programme qui s’élabore au jour le jour, il y a surtout l’idée de solidarité active avec les victimes, la volonté de vaincre des attitudes opportunistes, de rompre les barrières de la peur et de redonner vie à des institutions que la Pologne a connues dans la période de l’entre-deux-guerres, comme la Société des Universités Ouvrières, ou les Universités Populaires, projet qui avec le temps s’est transformé en Université Volante. Il s’agissait de renouer les liens rompus entre les ouvriers, les intellectuels et les paysans, de trouver une synthèse et de favoriser le dialogue entre les différents courants philosophiques, selon les thèses développées par Adam Michnik dans L’Église, la gauche et le dialogue.
Le deuxième postulat du KOR est qu’il ne faut pas agir dans la clandestinité mais au contraire mener des actions au grand jour. Le KOR voulait fonctionner légalement. Pour cela, il s’appuyait sur des textes comme l’Acte final d’Helsinki ratifié par la Pologne, les Conventions de l’Organisation Internationale du Travail et il se réfère à la Constitution Polonaise. Profitant d’un texte de loi des années trente toujours en vigueur qui permettait la constitution de Comités ad hoc sans obligation de les enregistrer, le KOR utilise le vide juridique qui ne rend illégales que des associations qui auraient reçu une notification de refus d’enregistrement. C’est pourquoi le KOR n’a jamais présenté de demande d’enregistrement et, s’il avait des membres, il n’avait ni conseil d’administration, ni statuts, ni cotisations.

### Naissance du Comité d'auto-défense sociale (KSS-KOR)
L'acte fondateur du KOR prévoit sa dissolution une fois sa mission atteinte, mais personne ne peut se résoudre à la dissolution de ce qui est devenu le premier mouvement structuré d'opposition démocratique derrière le "rideau de fer". Le 29 septembre 1977, soit un an après sa fondation, le KOR se transforme en un Comité d'auto-défense sociale (KSS-KOR), creuset de cette étonnante alchimie entre le monde des ouvriers et celui des intellectuels qui mènera à la création du syndicat Solidarność et à l'ébranlement du système communiste.
Les milieux de KOR donnent naissance à beaucoup d’initiatives oppositionnelles en rassemblant des centaines de personnes. Un réseau d’éditions clandestines se développe en dehors du contrôle de la censure – de plus en plus de journaux et de revues, et par la suite aussi de livres furent publiés. La Société des cours scientifiques mène aussi son activité d’auto-formation.
KOR est l’un des mouvements de l’opposition qui se réfère aux résultats de la Conférence sur la sécurité et la coopération en Europe à Helsinki de 1973 à 1975, pendant laquelle l’Union soviétique s’engagea à respecter les droits de l’homme. En mai 1976, le dissident russe Andrei Sakharov crée le Groupe moscovite d’Helsinki, en juillet 1976, KOR entame son activité et en janvier 1977, en Tchécoslovaquie, est publiée la Charte 77.
De temps en temps, ils réussissent à avoir des rencontres comme celle, organisée en été 1978 à la frontière polono-tchécoslovaque, des plus importants militants du KSS « KOR » et de la Charte 77 (entre autres de Jacek Kuroń et de Vaclav Havel). En Pologne, aussi voient le jour en 1977, d’abord le Mouvement de défense des droits de l’homme et du citoyen (Ruch Obrony Praw Człowieka i Obywatela, ROPCiO), et ensuite d’autres groupes d’opposition qui représentaient souvent des options idéologiques différentes.
On estime que, vers la fin des années soixante-dix, le nombre de personnes engagées dans l’activité oppositionnelle s'élève à environ 500 personnes actives en plus des 1000 qui s’y associaient occasionnellement.